# دختران را ببوس (فیلم)
دختران را ببوس (انگلیسی: Kiss the Girls) فیلمی در ژانر تریلر روانشناسانه به کارگردانی گری فلدر است که در سال ۱۹۹۷ منتشر شد.

## خلاصه داستان
پلیجس در حال گرفتن رد یک قاتل سریالی است و در همین حال یکی از قربانیان قاتل برای اولین بار موفق به فرار می‌شود و به پلیس درگرفتن او کمک می‌کند…

## بازیگران
- مورگان فریمن
- اشلی جاد
- کری الویس
- تونی گلدوین
- جی او. ساندرس
- برایان کاکس
- بیل نون
- جرمی پیون
- ریچارد تی جونز
- تاتیانا علی
- جینا راوه‌را
- مینا سوواری